# Nagahara (métro d'Osaka)
Nagahara (長原駅, Nagahara-eki) est une station du métro d'Osaka sur la ligne Tanimachi, située dans l'arrondissement de Hirano à Osaka.

## Situation sur le réseau
La station Nagahara est située au point kilométrique (PK) 27,1 de la ligne Tanimachi.

## Histoire
La station a été inaugurée le 27 novembre 1980.

## Services aux voyageurs

### Accès et accueil
La station est ouverte tous les jours.

### Desserte
- Ligne Tanimachi :
  - voie 1 : direction Yaominami
  - voie 2 : direction Dainichi

## Dans les environs
- Site archéologique de Nagahara (ja)